# Players Championship de 2011
O Players Championship de 2011 foi a trigésima oitava edição do Players Championship, realizada entre os dias 12 e 15 de maio no PC Sawgrass de Ponte Vedra Beach, na Flórida, Estados Unidos. O torneio foi vencido pelo sul-coreano K. J. Choi, que derrotou o norte-americano David Toms no primeiro buraco do desempate de "morte súbita" e conquistar o seu primeiro título do PGA Tour desde 2008.

## Local do evento
Esta foi a trigésima edição realizada no campo do Estádio TPC Sawgrass, em Ponte Vedra Beach, Flórida.